# Filipinski krokodil
Filipinski krokodil (lat. Crocodylus mindorensis) je vrsta gmaza iz reda krokodila. Endem je Filipina, a stanište su mu slatkovodna područja. Kritično je ugrožen, prema podacima istraživanja koje je provedeno 1995., u divljini je ostalo tek oko 100 jedinki ove vrste, što je čini među najugroženijim vrstama životinja na svijetu. Prijeti mu izumiranje je uzrokovano ljudskim nemarom (poput gubitka staništa i slučajne smrti uzrokovanje lovljenja ribe dinamitom). Donedavno je smatran podvrstom novogvinejskog krokodila.

## Opis
Relativno je mala vrsta s obzirom na veličinu drugih krokodila. Mužjaci u duljini tijela ne premaše tri metra, a ženke su još manje. Filipinski krokodil ima između 66 i 68 zubi, koji mu tijekom cijelog života rastu. To znači da mu zubi stalno opadaju, te mu izrastaju novi. Leđa su mu zaštićena oklopnim pločicama od kožne kosti. Ima relativno dugu njušku za krokodila. Boja mu je zlatno-smeđa, te potamnjuje što je krokodil stariji.

## Način života
Hrani se raznolikim organizmima koji žive u vodi. Na njegovu jelovniku nalaze se zmije, žabe, kornjače, kukci i manji sisavci.
Gradi relativno malo gnijezdo, oko 1,5 metara široko i pola metra visoko. U njega ženka postavlja 7-20 jaja. Inkubacija najčešće traje 85 dana. Brigu o mladuncima vodi njihova majka.
Tijelo zagrijava ležanjem na suncu, ako mu postane previše toplo, otvori usta. Može plutati na površini vode, samo su mu uši, oči i nosnice izložene, prilagođavajući plovnost gutanjem kamenja. 